# Hubert Priemel
Hubert Priemel  (* 29. Oktober 1936 in Deutsch Eylau) ist ein deutscher Kommunalpolitiker (CDU).

## Werdegang
Priemel kam nach Ende des Zweiten Weltkriegs mit Mutter und Schwester aus seiner Geburtsstadt Deutsch Eylau (Westpreußen) nach Ahrensburg. Er besuchte Schulen in Hamburg und verdiente sich nebenher Geld als Zeitungsausträger. Später fand er bei einer Krankenkasse Anstellung. 1957 gründete er zusammen mit seinem langjährigen politischen Wegbegleiter Michael von Schmude die Junge Union in Ahrensburg. Neun Jahre später wurde er Stadtverordneter in Ahrensburg und war von April 1974  bis  April 1998 Kreispräsident des Kreises Stormarn. Derzeit ist er stellvertretender Landesvorsitzender der Senioren-Union in Schleswig-Holstein.

## Ehrungen
- 1990: Verdienstkreuz 1. Klasse der Bundesrepublik Deutschland
- 2009: Konrad-Adenauer-Medaille der Senioren Union Deutschlands (SU)